# 統一列車は走る
「統一列車は走る」（とういつれっしゃははしる、朝鮮語: 통일렬차 달린다）は、1961年に発表された朝鮮民主主義人民共和国（北朝鮮）の楽曲。

## 概説
作詞はパク・サンウン（朝鮮語: 박산운）、作曲はモ・ヨンイル（朝鮮語: 모영일）。歌詞は、平壌駅から釜山・湖南へ向けて出発した「統一列車」によって、韓国（南朝鮮）の兄弟たちに建設機械やビニロンの衣服などを同胞愛とともに送り届けようという趣旨。
この楽曲が発表された当時、韓国はまだ「漢江の奇跡」と呼ばれる大規模な経済発展を成し遂げる前であり、経済をはじめとした様々な面において北朝鮮が韓国より優位に立っていた。

## 日本での受容
日本では発表直後の1960年代に、うたごえ運動に関連して紹介された。また1963年には、同運動の一翼を担っていた中央合唱団が本曲を日本語訳のうえカバーした（訳詞は同合唱団によるもの）。
また、在日韓国・朝鮮人の結婚式の余興や、朝鮮学校における運動会などのイベントの際に、参加者らが本楽曲に合わせて肩を持ち、列を作りながら踊る独特の文化が見られる。